# Perfect Sense
Perfect Sense (bra: Sentidos do Amor; prt: O Sentido do Amor) é um drama de 2011, dirigido por David Mackenzie e escrito por Kim Fupz Aakeson, estrelando Eva Green e Ewan McGregor. As cenas foram gravadas em vários locais de Glasgow.

## Sinopse
Susan é uma cientista em busca de respostas a perguntas importantes. Tão importantes que renunciou a outras coisas, incluindo o amor - até que conhece Michael, um talentoso chefe de cozinha. De repente, tudo começa a mudar. Enquanto Susan e Michael estão experimentando o amor, em todo o mundo as pessoas estão começando a se sentir estranhas - algo está afetando suas emoções e o mundo começa a desmoronar... e a começar a perder os cinco sentidos.

## Elenco
- Eva Green ... Susan
- Ewan McGregor ... Michael
- Ewen Bremner ... James
- Stephen Dillane ... Samuel
- Connie Nielsen ... Jenny, irmã de Susan
- Denis Lawson  ... Chefe de Michael